# Ernie Bot
Ernie Bot ( Chinese , Wen Xin Yi Yan ), полное название Enhanced Representation through Knowledge Integration,  — сервисный продукт для чат-ботов с искусственным интеллектом компании Baidu, разработка которого ведется с 2019 года. Он основан на большой языковой модели под названием «Ernie 3.0-Titan». 

## История
Чат-бот был выпущен 17 марта 2023 года. Изначально планировалась его публичная презентация, однако, в итоге, мероприятие провели закрытом формате. Общественности показали лишь ролики с заранее записанными ответами бота.
20 марта 2023 года компания Baidu сообщила в своем официальном WeChat, что облачный сервис Wenxin Yiyin должен был стать доступен 27 марта, однако запуск был отложен до неизвестной даты  . Baidu запустила Wenxin Qianfan, сервисную платформу для больших языковых моделей корпоративного уровня. Wenxin Qianfan включает в себя не только Wenxin Yiyin, но и полный набор Big Model Wenxin от Baidu и соответствующую цепочку инструментов разработки.
25 июня 2023 года Baidu сообщила об обновлении базовой модели чат-бота до версии 3.5. В компании отметили, что сервис добился высоких результатов в бета-тестировании, превзойдя ChatGPT 3.5 «по комплексным оценкам».
В октябре 2023 года в ходе конференции Baidu World 2023 была представлена новая версия чат-бота — Ernie 4.0. По словам гендиректора Baidu Робина Ли, инструмент «достиг полного обновления с радикально улучшенными показателями понимания, генерации, рассуждения и памяти». Baidu 16 марта 2025 выпустила рассуждающую модель Ernie X1 и базовую мультимодальную Ernie 4.5.

## Реакция
В результате отказа Baidu от публичной презентации живых возможностей нейросети акции компании упали на 10%. Однако, по мере расширения аудитории продукта, начали появляться позитивные отзывы. Сервис протестировали в Citigroup и Bank of America. Эксперты из Citigroup отметили, что, несмотря на его несовершенство, он справлялся со сложными и даже абсурдными вопросами. Аналитики Bank of America опробовали ряд функций нейросети и также были удовлетворены чат-ботом. Рядовые пользователи отметили, что, по сравнению с ChatGPT, Ernie с одними задачами справляется лучше, с другими — хуже. Например, он лучше переводил с китайского языка на английский, но хуже с английского на китайский. Также он уступил своему американскому конкуренту в написании программного кода. Во многом благодаря появлению позитивных оценок сервиса акции Baidu подорожали более чем на 14%.